# Neocallicrania bolivari
Neocallicrania bolivari är en insektsart som först beskrevs av Seoane 1878.  Neocallicrania bolivari ingår i släktet Neocallicrania och familjen vårtbitare. Inga underarter finns listade i Catalogue of Life.